# Кентон, Родриго
Родриго Кентон Джонсон (исп. Rodrigo Kenton Johnson; 5 марта 1955 года, Лимон, Коста-Рика) — коста-риканский футболист и тренер.

## Биография
Воспитанник клуба "Эстрелла Ройа". Всю свою карьеру Кентон провел на родине. Среди них были и ведущие команды страны - "Депортиво Саприсса", "Пунтаренас" и "Лимоненсе".
Закончив играть, Кентон вошел в тренерский штаб сборной Коста-Рики. В 1990 году он ассистировал Боре Милутиновичу на Чемпионате мира в Италии. По его итогам костариканцы дошли до 1/8 финала. Через восемь лет известный югославский специалист перед началом французского мундиаля вновь позвал к себе Кентона в помощники в сборную Нигерии.
Немного поработав в "Алахуэленсе", Кентон вернулся в "тикос", где на ЧМ-2002 он помогал Алешандре Гимарайнсу. В 2004 году Кентон руководил молодежной сборной страны на Летних Олимпийских играх в Афинах.
Поработав с молодежной командой Гватемалы, Кентон в 2008 году самостоятельно возглавил Коста-Рику, сменив в должности главного тренера Эрнана Медфорда. Вместе с ней он стал бронзовым призером на Золотом кубке КОНКАКАФ в США. Однако, несмотря на это достижение, на своем посту Кентон продержался всего один год.
Помимо сборных, наставник также трудился в клубах, однако особых успехов он с ними не достиг.

## Личная жизнь
Родриго Кентон женат. Вместе с супругой он имеет трех сыновей: Кейнора, Деррика и Кервина.

## Достижения
- Бронзовый призер Золотого кубка КОНКАКАФ (1): 2009.